# Symfo-ni-dua
Symfo-ni-dua er navnet på Shu-bi-duas livealbum, som udkom i 2004. Koncerten blev spillet sammen med Radiounderholdningsorkestret i Ledreborg Slotspark.

## Spor
| #   | Titel                   | Længde |
| --- | ----------------------- | ------ |
| 1.  | "Krig og fred"          | 3:43   |
| 2.  | "Form og filur"         | 3:40   |
| 3.  | "Hvalborg"              | 3:52   |
| 4.  | "Basuner og engle"      | 3:45   |
| 5.  | "De tre små grise"      | 2:20   |
| 6.  | "Livets pølse"          | 5:32   |
| 7.  | "Vuffeli-vov"           | 4:08   |
| 8.  | "Sommergryder"          | 4:15   |
| 9.  | "Melankolini"           | 3:50   |
| 10. | "Danmark"               | 2:53   |
| 11. | "Den røde tråd"         | 3:43   |
| 12. | "Sexchikane"            | 3:45   |
| 13. | "Fed rock"              | 3:05   |
| 14. | "Står på en alpetop"    | 3:32   |
| 15. | "Der er et yndigt land" | 1:30   |

## Modtagelse
Albummet blev godt modtaget i Jyllands-Posten, hvor anmelderen skrev, at gruppen "[levede] 100 pct. op til bandets status som nogle af de bedste håndværkere på den danske musikscene." samt at "tilstedeværelsen af RadioUnderholdningsOrkestret tilføjer de glade sange nogle nye og bestemt ikke uefne musikalske dimensioner."